# Ayumi Hamasaki Concert Tour 2000 A Vol.1
ayumi hamasaki concert tour 2000 A Vol.1 (jap. ayumi hamasaki concert tour 2000 A 第1幕) – pierwsze VHS z trasy koncertowej "A" japońskiej piosenkarki Ayumi Hamasaki, wydane 13 września 2000 roku. Zostało ponownie wydane na DVD 1 marca 2006 roku. Album osiągnął 1. pozycję w rankingu Oricon, sprzedano 140 000 egzemplarzy.

## Lista utworów
| Nr        | Tytuł           |
| --------- | --------------- |
| 0.        | "Opening"       |
| 1.        | "WHATEVER"      |
| 2.        | "Fly high"      |
| 3.        | "Trauma"        |
| 4.        | "And Then"      |
| 5.        | "monochrome"    |
| 6.        | "immature"      |
| 7.        | "Trust"         |
| SHOW TIME |                 |
| 8.        | "Depend on you" |
| 9.        | "TO BE"         |
| 10.       | "too late"      |
| 11.       | "Boys & Girls"  |
| encore    |                 |
| 12.       | "vogue"         |
| 13.       | "SEASONS"       |
| 14.       | "Far away"      |
| 15.       | "Who..."        |